# Chlorochlamys chloroleucaria
Chlorochlamys chloroleucaria là một loài bướm đêm thuộc họ Geometridae. Loài này có ở Nova Scotia tới Florida, phía tây ở Canada tới Manitoba, phía tây ở dãy núi Hoa Kỳ tới Rocky, và phía nam đến México.
Nó cũng xuất hiện ở Đại Anh. 
Sải cánh khoảng 14–23 mm. Cá thể trưởng thành mọc cánh từ tháng 4 tới tháng 11 miền nam và từ tháng 5 tới tháng 9 in the north. Có ít nhất hai lứa một năm.
Ấu trùng ăn các loài Achillea millefolium, Ambrosia, Aster, Chrysanthemum leucanthemum, Eupatorium perfoliatum, Guttierrezia dracunculoides, Guttierrezia texana, Helenium autumnale, Helianthus, Parthenium hysterophorus, Rudbeckia hirta, Solidago, Vernonia, Zinnia, Dianthus, Prunus pennsylvanica, Rubus, Ceanothus, Myrica asplenifolia và Apocynum androsaemifolium.

## Hình ảnh

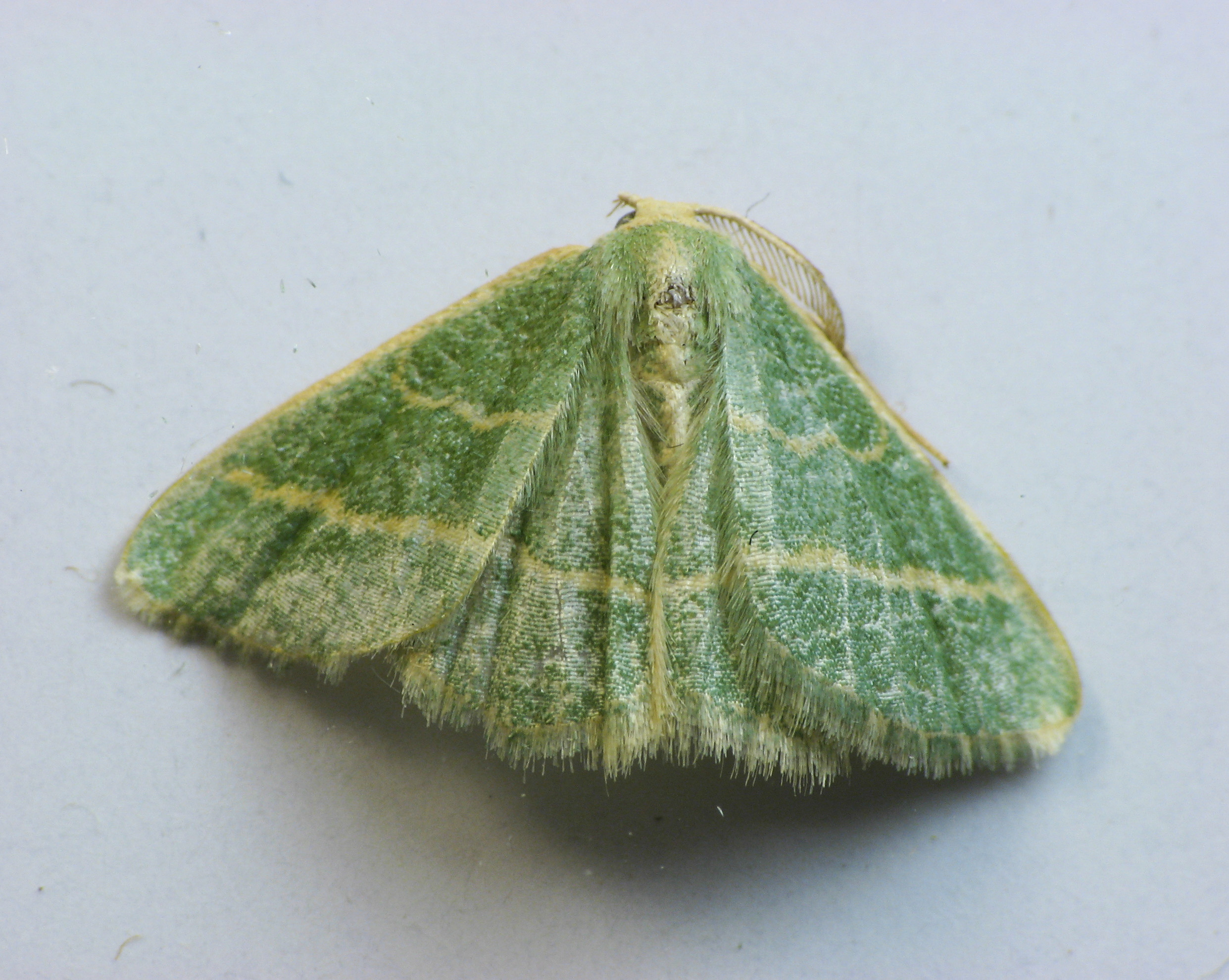